# Schlacht am Sakarya
Die Schlacht am Sakarya (türkisch Sakarya Meydan Muharebesi), auch Schlacht von Sangarios (griechisch Μάχη του Σαγγάριου Máchi tou Sangáriou), war eine wichtige Schlacht im Griechisch-Türkischen Krieg im Zuge des türkischen Befreiungskrieges. Ein anderer türkischer Name für die Schlacht war wegen der ungewöhnlich hohen Verluste (70–80 %) unter den Offizieren Subaylar Savaşı (dt. Krieg der Offiziere).
Die Kämpfe zogen sich vom 23. August drei Wochen lang bis zum 13. September 1921 hin und fanden an den Ufern des Sakaryaflusses in den Weiten von Polatlı statt. Die Kampffront erstreckte sich dabei auf 100 km. Die Schlacht am Sakarya wird als Wendepunkt im türkischen Unabhängigkeitskrieg angesehen, was sich auch im Zitat des Augenzeugen und Schriftstellers İsmail Habip Sevük ausdrückte:

„Viyana’da başlayan çekilme Sakarya’da durdurulmuştur“

„Der in Wien [im Jahr 1683] begonnene Rückzug wurde am Sakarya aufgehalten“

## Vorgeschichte
Im Zuge der Niederlage der Osmanen im Ersten Weltkrieg und der abgeschlossenen Verträge richtete Griechenland um die Hafenstadt Izmir im Mai 1919 eine Besatzungszone ein. In der damaligen Zeit war unter den national gesinnten Griechen die Idee der Megali Idea (griechisch Μεγάλη Ιδέα), sehr populär. Demnach sollten alle griechisch besiedelten Gebiete in Anatolien und auf dem Balkan in einem großen Nationalstaat vereinigt werden. Die griechische Regierung beschloss daher, gegen das kriegsgeschwächte Osmanische Reich einen Feldzug zu starten. Ziel war die Annexion von Gebieten in Westanatolien und Thrakien mit hohen griechischen Bevölkerungsanteilen. Aber auch Istanbul sollte wieder erobert und eventuell später zur neuen Hauptstadt gemacht werden. Doch unter der Führung Mustafa Kemal Paschas hatte sich eine Widerstandsbewegung herausgebildet, die an mehreren Fronten gegen die Siegermächte und die osmanische Regierung in Istanbul kämpfte.
Am 16. Juli 1921 gab der griechische Oberbefehlshaber und König Konstantin I. den Befehl zu einer Offensive Richtung Zentralanatolien. Ein Scheinangriff auf die türkische rechte Flanke wurde von Ismet Pascha bei Eskişehir abgeschmettert, während der eigentliche Angriff bei Kara Hisar auch zurückgeschlagen werden konnte. Daraufhin schwenkten die Griechen nach Norden Richtung Eskişehir und griffen die Türken in einer Serie von Frontalangriffen und Flankenbewegungen an. Eskişehir konnte am 17. Juli trotz eines heftigen Angriffes von Ismet Pascha eingenommen werden. Dieser zog sich nach großen Verlusten zum Sakarya zurück und war nur noch etwa 80 km von Ankara, dem Zentrum der Widerstandsbewegung, entfernt.

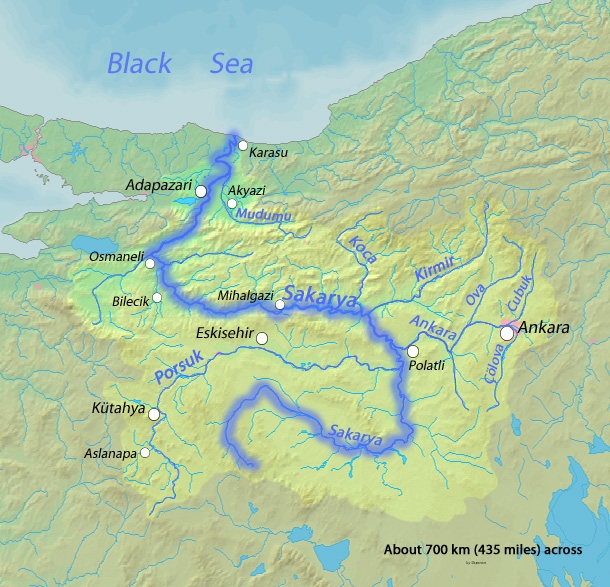
Der Sakaryafluss, an dessen Ufer sich die Schlacht abspielte.

Der Sakaryafluss bestimmte das Terrain der Schlacht: Er floss östlich durch die Ebene, machte eine plötzliche Wende nach Norden und beschrieb einen Bogen Richtung Westen. Dieser Bogen stellte eine natürliche Barriere dar. Die Flussufer waren ungünstig und steil und es gab nur zwei Brücken, die über den Flussbogen führten. Östlich des Bogens war die Landschaft felsig, öde und hügelig bis nach Ankara. Die Türken standen in diesem Gebiet auf einer Linie, die von nahe Polatlı bis nach Süden zum Zusammenfluss von Sakarya und Gökfluss führte. Hier schwenkte die Verteidigungslinie nach rechts und folgte dem Gökfluss. Die Türken hatten damit eine exzellente Ausgangslage für ihre Verteidigung.
Die Griechen standen nun vor dem Dilemma, entweder ihre Erfolge abzusichern oder Richtung Ankara zu ziehen und die Widerstandsbewegung zu bekämpfen. Von Anfang an hatten die Griechen große Probleme mit der Kommunikation und der Versorgung der Truppen. Es bestand die Gefahr einer Überdehnung der Versorgungslinien in eine wüste Landschaft hinein, die Tieren und Maschinen zusetzte und den Transport schwerer Artillerie erschwerte. Die jetzige Front mit der Kontrolle über eine wichtige Eisenbahnstrecke war für die Griechen günstiger. Aber weil die türkische Armee einem Einkesselungsversuch bei Kütahya entkam, entschloss man sich auf Ankara zu marschieren.

## Kampf
Am 10. August gab König Konstantin I. den Angriffsbefehl auf die türkischen Linien. Die Griechen mussten zunächst neun Tage marschieren, um Feindkontakt zu bekommen. Ein Teil der Armee, der die Linie umgehen sollte, zog durch das Gebiet des Tuz Gölü, wo die Verpflegung schwierig war und deshalb türkische Dörfer geplündert wurden.
Am 23. August kam es zu ersten Kämpfen am Gökfluss. Das Hauptquartier der Türken befand sich an der Bahnstrecke in Polatlı wenige Kilometer östlich des Sakarya. Am 26. August waren die Kämpfe auf der ganzen Linie ausgebrochen und die Griechen hatten den Gökfluss überschritten und stießen an jedem Hügel auf starken Widerstand. Sie konnten am 2. September den wichtigen Gipfel des Çal Dağı einnehmen, scheiterten aber mit ihrem Angriff auf die türkische linke Flanke. Daher konzentrierten die Griechen ihre Angriffe auf das Zentrum und kämpften sich in zehn Tagen 16 km vor bis auf die zweite türkische Verteidigungslinie. Einige griechische Einheiten kamen bis auf 50 km an Ankara heran. Dies war der weiteste Vorstoß der Griechen im ganzen Krieg.
Tagelang konnten die Griechen keine Munition oder Nahrung an die Front bringen, weil die Kommunikationswege unterbrochen waren und Aktionen der türkischen Kavallerie im Hinterfeld stattfanden. Die Türken ihrerseits konnten durch eine Mobilisierung frische Kämpfer an die Front werfen. Durch diese Situation verlor die griechische Offensive ihren anfänglichen Schwung. Die Kämpfe entwickelten sich zu einem Stellungskrieg, und Konstantin I., der persönlich an der Front war, wurde beinahe von einer türkischen Patrouille gefangen genommen.
Im entscheidenden Moment unternahm Mustafa Kemal am 8. September persönlich einen kleinen Angriff auf den Çal Dağı. Die Griechen konnten zwar den Angriff abwehren, vermuteten aber, dass dies nur ein Vorbote einer größeren türkischen Offensive war, um die griechischen Linien zu umgehen. Dies und der nahende harte anatolische Winter brachten Konstantin I. dazu, am 14. September den Angriff auf Ankara zu beenden.
Konsequenterweise ordnete Anastasios Papoulas den Rückzug auf die Linie Eskişehir-Kara Hisar an. Die Griechen mussten Stellungen räumen, deren Eroberung erst unter hohen Opfern gelungen war, und nahmen sämtliche Ausrüstung und Waffen mit. Den nachrückenden Türken wurde nichts Brauchbares hinterlassen, Brücken und Gleise wurden zerstört und Dörfer niedergebrannt. Von nun an lag die Initiative bei den Türken.

## Nachwirkungen

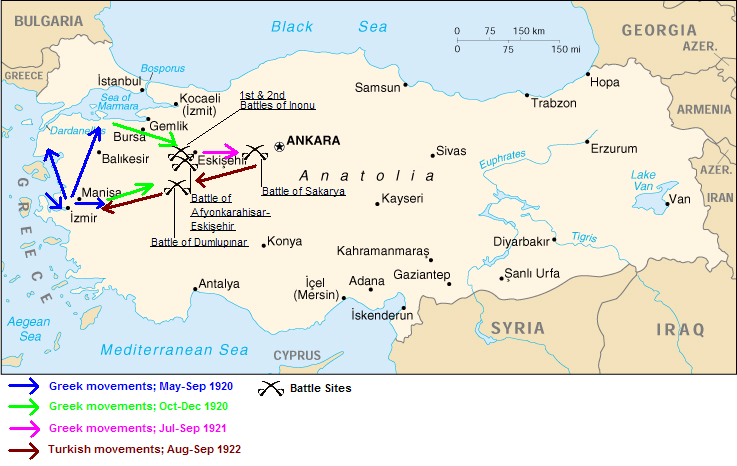
Griechische und türkische Truppenzüge.

Der Rückzug vom Sakarya markierte das Ende der griechischen Ambitionen in Anatolien. Im Mai 1922 wurden General Papoulas und sein gesamter Stab ersetzt, sein Nachfolger war General Georgios Hatzianestis. Auf der anderen Seite kehrte Mustafa Kemal als Sieger nach Ankara zurück und bekam von der türkischen Nationalversammlung die Titel Generalfeldmarschall und Gazi (türkisch-islamisch für Eroberer) verliehen.
Später sagte Mustafa Kemal bei einer Marathonrede (Nutuk) vor dem Kongress seiner Partei im Oktober 1927, dass er an die Front folgenden Befehl gegeben habe:

„Hatt-ı müdafaa yoktur, Sath-ı müdafaa vardır. O satıh, bütün vatandır. Vatanın, her karış toprağı, vatandaşın kanıyla ıslanmadıkça, terk olunamaz.“

„Es gibt keine Verteidigungslinie, es gibt ein Verteidigungsgebiet. Dieses Gebiet ist die Heimat/Nation. Bevor nicht jeder Flecken der Heimat mit dem Blut der Bürger getränkt ist, wird sie nicht dem Feind überlassen.“

Der britische Staatsmann Lord Curzon sah eine militärische Pattsituation, die sich aber langsam zu Gunsten der Türken verschob. Weiter dachte er, dass die Türken in dieser Lage eher bereit für Verhandlungen wären. Nach der Abwehr der Griechen handelten die Türken mit Russland den Vertrag von Kars und, was noch wichtiger war, mit den Franzosen den Vertrag von Ankara aus, der die Französische Besetzung Kilikiens beendete. So konnten sie sich ganz auf die Griechen in Westanatolien konzentrieren. Die Griechen selber genossen keine Unterstützung seitens der Alliierten mehr.
Nach einem Jahr intensiver Vorbereitungen gingen die Türken in den großen Gegenangriff (tr: Büyük Taarruz) und vertrieben die griechischen Truppen in einer Reihe von Siegen schließlich aus Anatolien. Am 9. September 1922 zog Mustafa Kemal in Izmir ein. Griechenland und die Türkei schlossen mit dem Vertrag von Lausanne im 24. Juli 1923 Frieden.

## Galerie

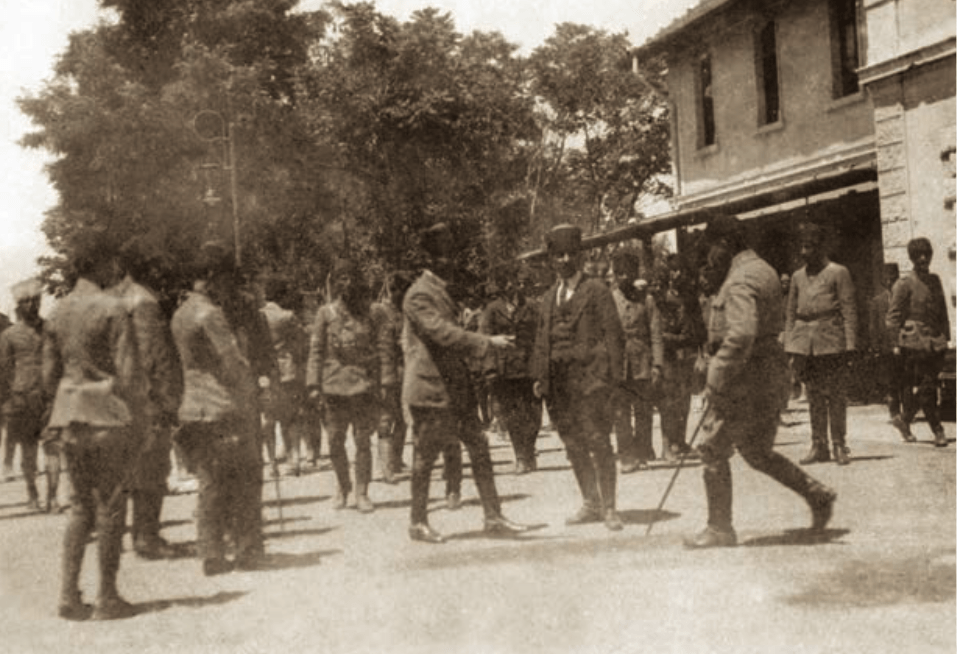
Kemal Pascha geht an die Front, bevor die Schlacht beginnt, Ankara, 12. August 1921
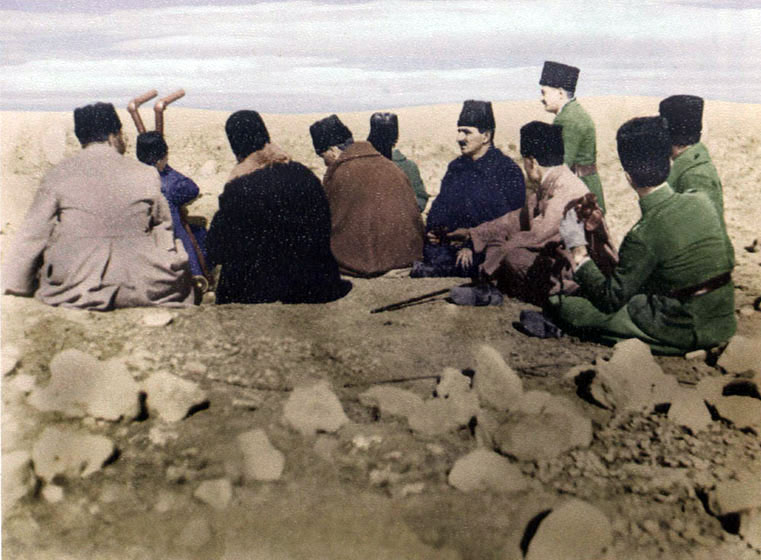
Türkische Befehlshaber auf dem Beobachtungshügel Duatepe (in Polatlı): Von links nach rechts Fevzi Çakmak, (…) Kâzım Özalp, Mustafa Kemal Atatürk, İsmet İnönü, Salih Bozok, (…), (…), Hayrullah Fişek, (…).
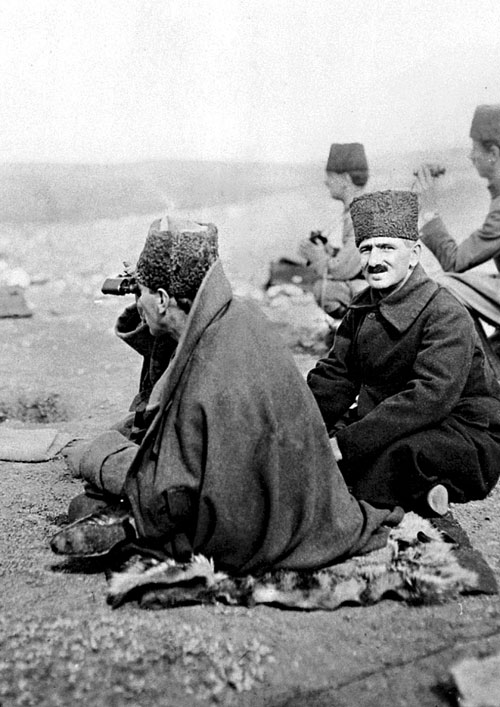
Kemal Pascha und Salih Bey
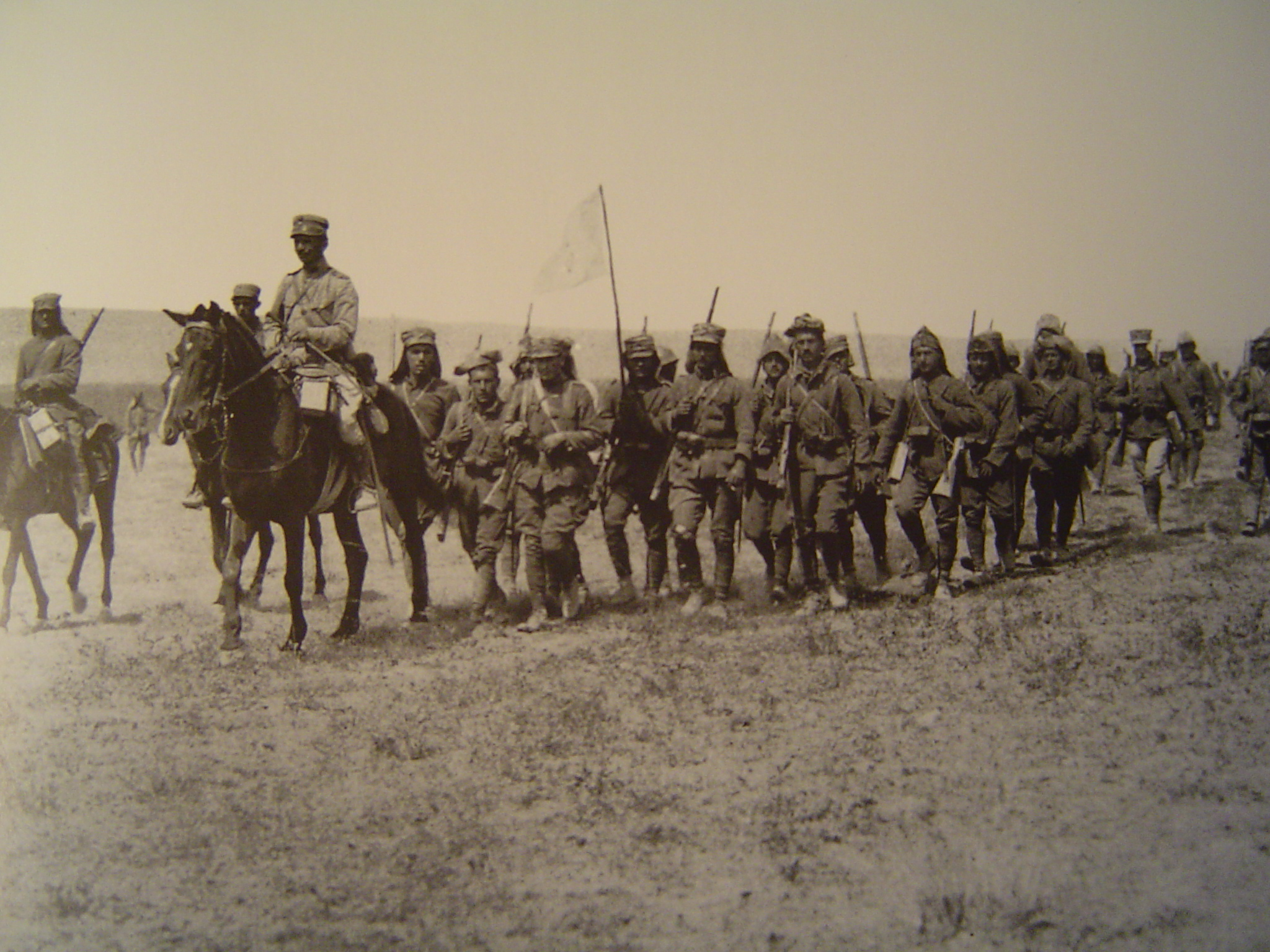
Die griechische 9. Infanteriedivision marschiert durch die anatolische Steppe
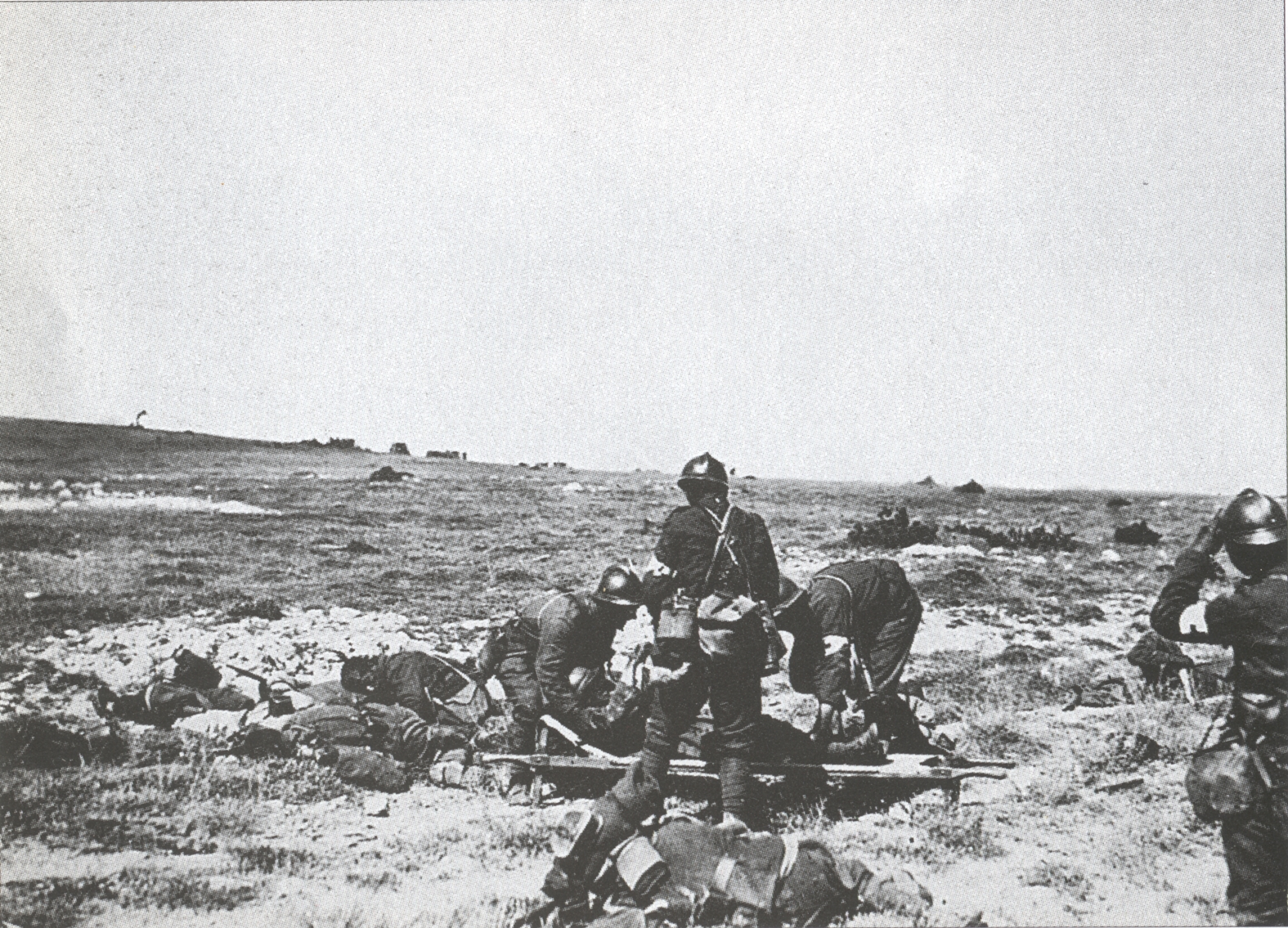
Evakuierung verletzter griechischer Soldaten
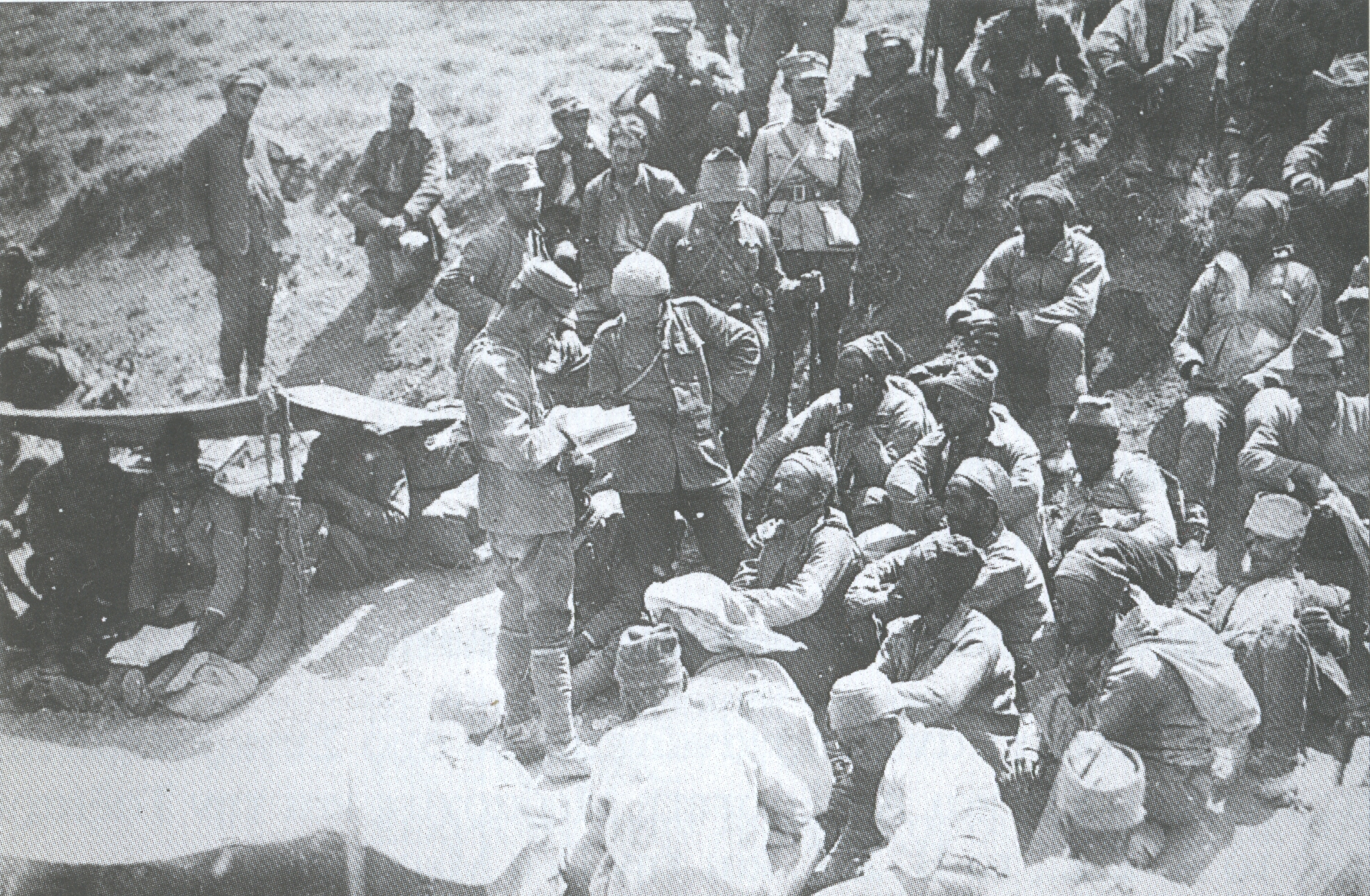
Eine Gruppe türkischer Kriegsgefangener
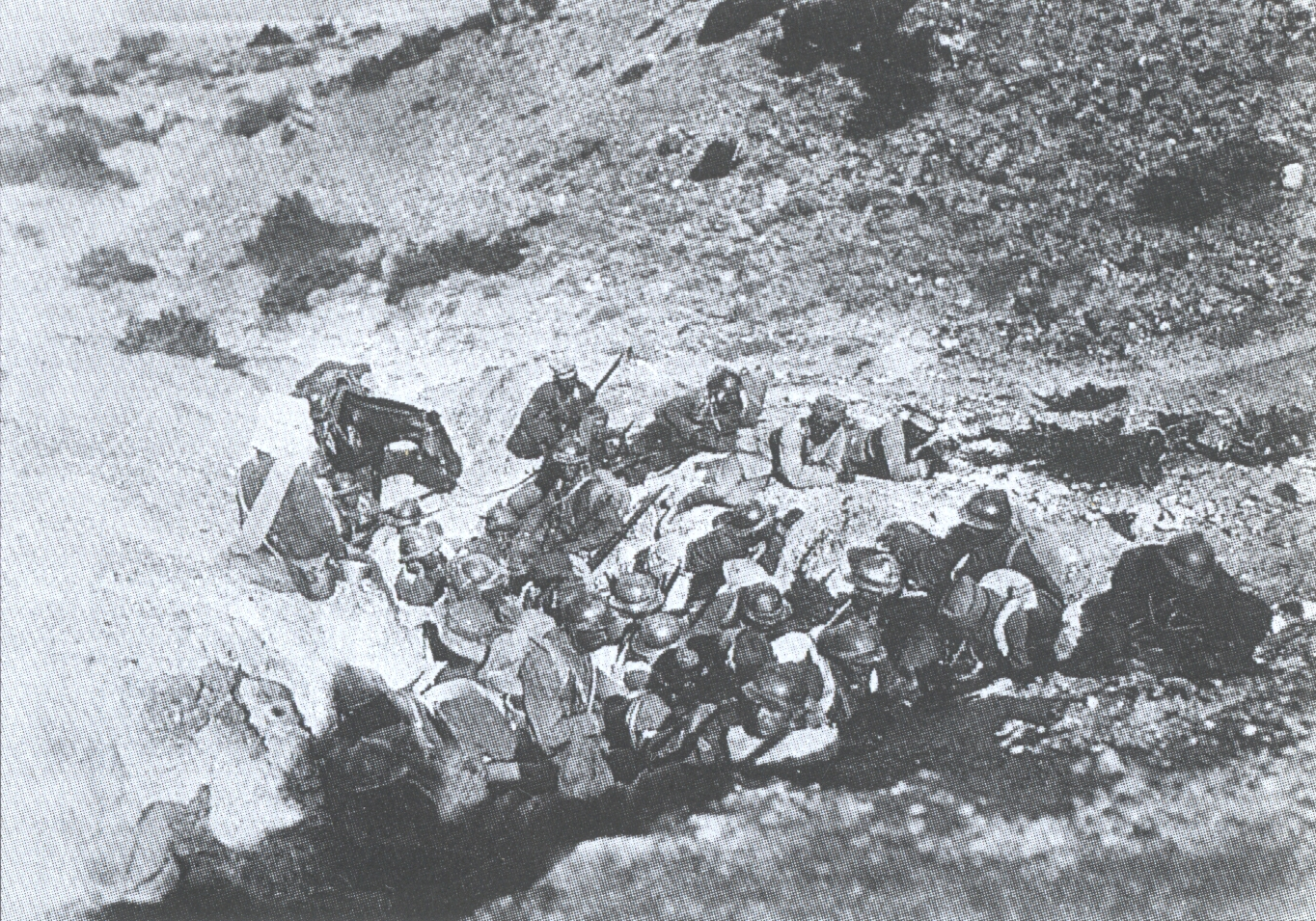
Griechische Infanterie wartet auf den Angriffsbefehl
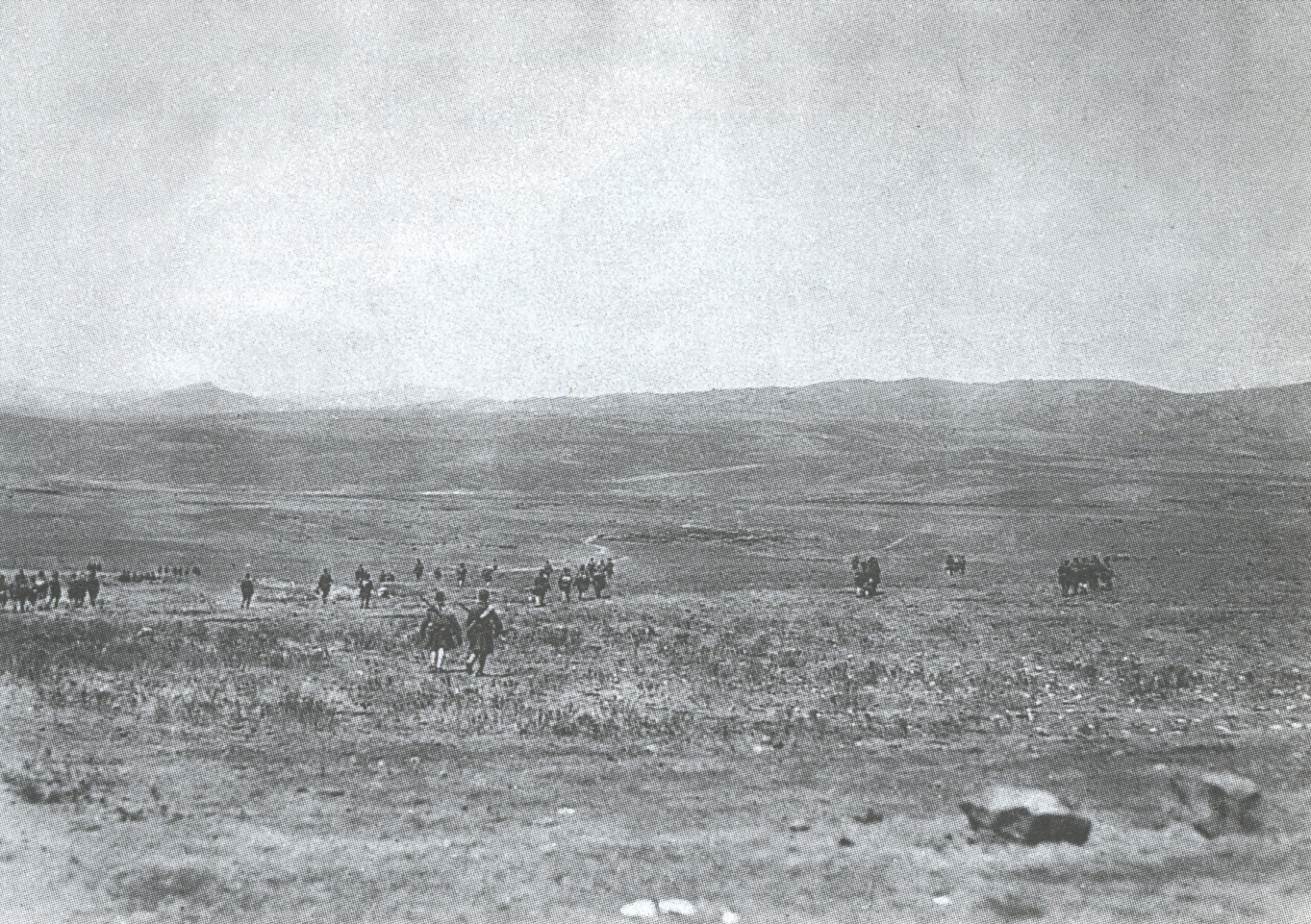
Griechische Infanteristen erreichen die Höhen von Polatlı
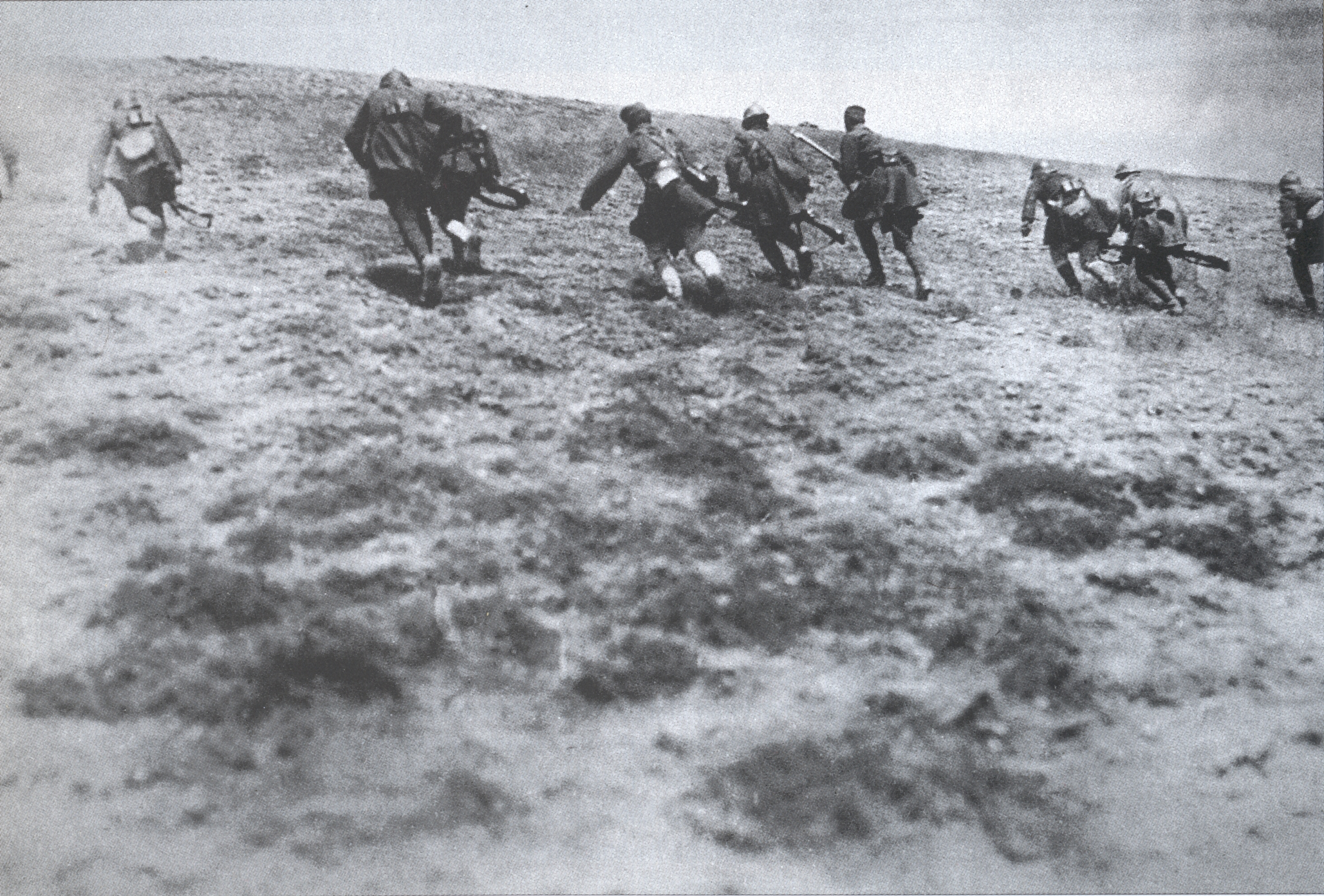
Leichtbewaffnete Soldaten (Evzone) greifen an
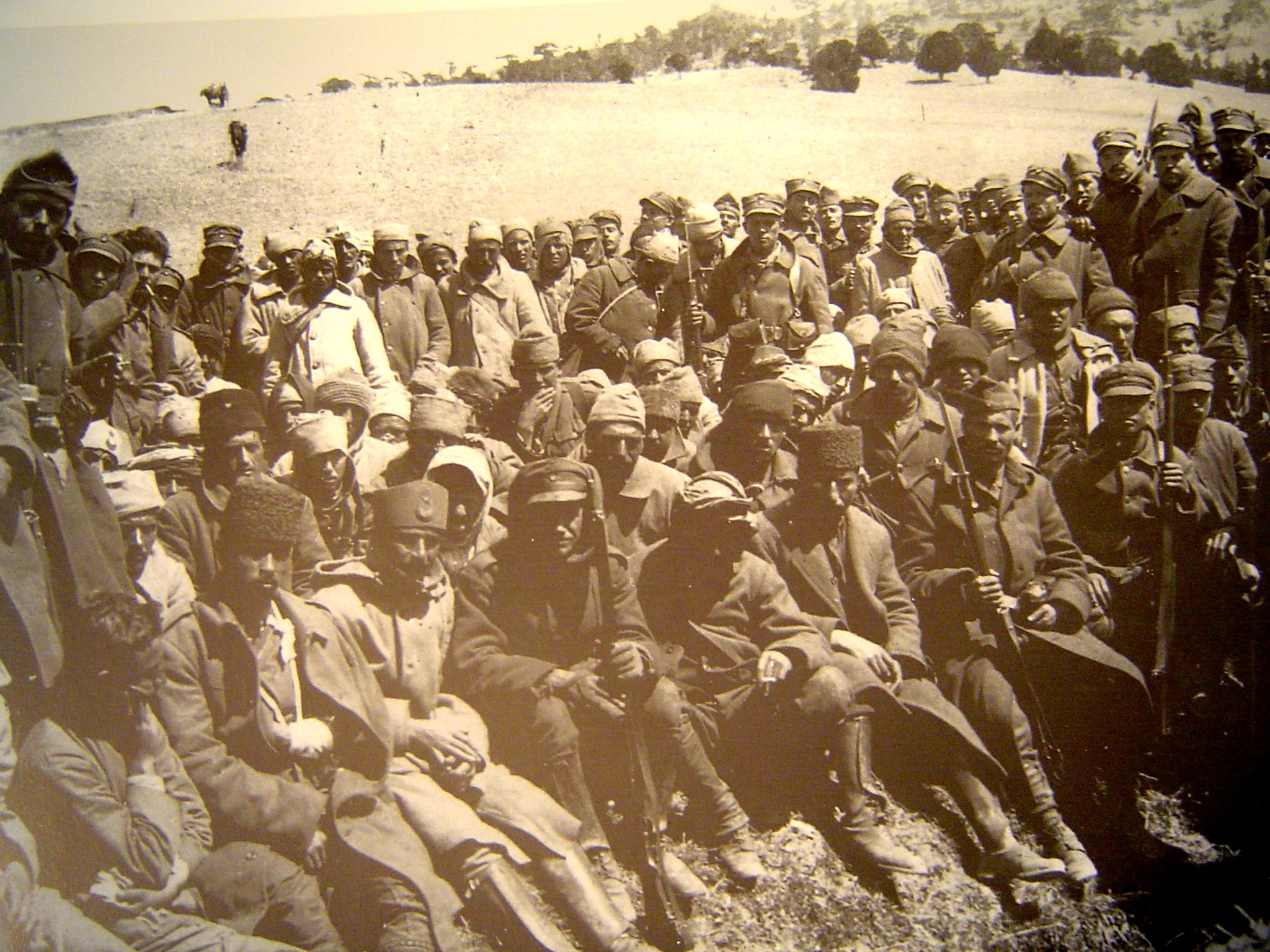
Türkische Kriegsgefangene
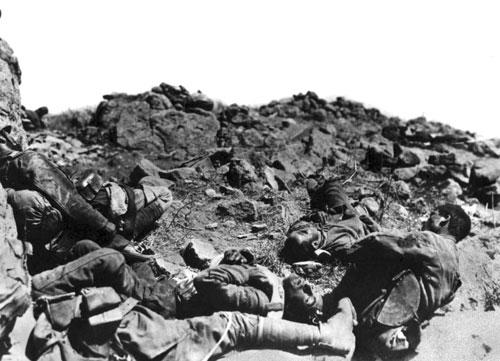
Leichen getöteter griechischer Soldaten nach der Schlacht am Sakarya